# 小西真奈美
小西 真奈美（こにし まなみ、1978年10月27日 - ）は、日本の女優、タレント、歌手、シンガーソングライター。愛称は、こにたん。
鹿児島県川内市（現・薩摩川内市）出身。エレメンツ所属を経てフリー。

## 来歴

### 女優として
1998年、『寝取られ宗介'98』で舞台デビュー。1999年には『蒲田行進曲』でヒロインを務めた。
2001年にはフジテレビ系『ココリコミラクルタイプ』でバラエティに初出演。同年にNHK連続テレビ小説『ちゅらさん』に出演してヒロイン・古波蔵恵里の恋敵となるクールな女医を演じ、同ドラマがブームとなったこともあり認知度も高まった。
2002年公開の初出演映画『阿弥陀堂だより』で、第48回『キネマ旬報賞』新人女優賞、第45回ブルーリボン賞新人賞、第26回日本アカデミー賞新人俳優賞を受賞した。喋ることが出来ない難病を抱える少女役を演じた実績が認められての受賞である。
2006年6月16日、2000年頃から6年をかけて撮影した初の写真集『27』を発売した。
香川県の讃岐うどんをテーマにした映画『UDON』ではユースケ・サンタマリアと共に主役を演じる。この映画のカンヌ国際映画祭の新作映画ラインナップ発表会が2006年5月20日（日本時間21日）に行われ、ユースケ・サンタマリアと共に出席。
2006年より出演したアサヒビール製造・販売の第三のビール「ぐびなま」のCMが反響を呼んだ。日本地ビール協会によるアンケートで2006年の「ビールが似合う女優」第1位、2006年6月のCM好感度調査でも第2位に選ばれた。
2007年には、TBS系列のドラマ『きらきら研修医』で連続ドラマ初主演を果たした。役作りのため、デビュー以来では初めてショートカットになった。同年2月より九州新幹線「つばめ」のイメージタレントに起用され、3月28日の放送で『ココリコミラクルタイプ』を卒業。
2009年、『のんちゃんのり弁』で、毎日映画コンクール女優主演賞を受賞。
2024年7月9日、所属事務所「エレメンツ」を退所して独立したことを発表した。

### 歌手・シンガーソングライターとして
2008年3月19日、映画『Sweet Rain 死神の精度』の主題歌「Sunny Day」で、劇中の役名である藤木一恵名義でDefSTAR RECORDSから歌手デビュー。オリコン週間シングルチャートで初登場10位を獲得した。
2016年に出演した音楽劇『最高はひとつじゃない 2016 SAKURA』の劇中曲であるKREVA「トランキライザー」をカバーした配信シングル「トランキライザー 〜single ver.〜」を2016年5月23日に本人名義で初リリース、iTunesのHIPHOPチャートにおいて1位を獲得する。6月8日リリースの大橋マンデーナイトスタジオのトリビュートアルバム『monday night studio session』には「トランキライザー 〜album ver.〜」が収録された。
2017年9月23日にKREVAのサウンドプロデュースによるシングル「I miss you」をインディーズにて配信リリースし、シンガーソングライターとしてデビュー、続いて12月8日に亀田誠治プロデュースによる2曲のクリスマスソング「君とクリスマス」「クリスマスプレゼント」を配信リリース。
2018年10月24日に自ら全収録曲の作詞作曲を手掛けたKREVAプロデュースによるファーストアルバム『Here We Go』をSPEEDSTAR RECORDSよりリリースし、メジャーデビュー。
2020年11月25日に自ら作詞作曲を手掛けたオリジナル4曲と椎名林檎の「ギブス」、星野源の「Ain't Nobody Know」を含むカバー曲4曲が収録されたアルバム『Cure』をUNIVERSAL MUSIC JAPANよりリリース。

## 人物
- 2006年から開かれているオリコンによる「憧れの小顔美人ランキング（小顔クイーン）」では初代クイーンに選ばれる[11]。以後は、2位をキープしている[12]。
- 30歳を過ぎてからクラシックバレエをやるようになった[13]。
- 晴れ女を自称している[14]。
- 好きな曲は、レッド・ホット・チリ・ペッパーズの「By The Way」。すごく緊張する仕事の前、特に舞台の出演前に聞くとテンションが上がるため聞いているとのこと[15]。

## 出演

### テレビドラマ
- コワイ童話「不思議の国のアリス」（1999年、TBS） - 黒木耀子 役
- 3年B組金八先生 第5シリーズ（1999年 - 2000年、TBS） - 兼末裕美 役
- 深く潜れ〜八犬伝2001〜（2000年、NHK） - 阿保朋子 役
- 白い影（2001年、TBS） - 高木亜紀子 役
- 連続テレビ小説（NHK）
  - ちゅらさん（2001年） - 西宮遙 役
    - ちゅらさん2（2003年）
    - ちゅらさん3（2004年）

  - 半分、青い。（2018年） - 加藤恵子 役[16][17]
- 新・星の金貨（2001年、日本テレビ） - 麻生惠理 役
- 明日があるさ 第4話（2001年、日本テレビ） - 高木千鶴 役
- アンティーク 〜西洋骨董洋菓子店〜（2001年、フジテレビ） - 中野逸子 役
- 青と白で水色（2001年、日本テレビ） - 大内瑞穂 役
- 人にやさしく（2002年、フジテレビ） - 水崎花子 役
- バベル〜The Tower of Babel〜（2002年、BSフジ） - 五十嵐香奈子 役
- 整形美人。（2002年、フジテレビ） - 藤島一咲 役
- 天体観測（2002年、関西テレビ） - 井田有里 役
- 新春ドラマスペシャル 秋刀魚の味[注 3]（2003年、フジテレビ） - 佐々木洋子 役
- ホットマン（2003年、TBS） - 降矢志麻 役
  - ホットマン '04春スペシャル（2004年、TBS）
- 僕だけのマドンナ（2003年、フジテレビ） - 島田理惠 役
- ぼくらはみんな生きている（2003年、テレビ朝日） - 島本ゆき 役
- 運命が見える手（2003年、朝日放送） - 主演・水嶺花梨 役
- FIRE BOYS 〜め組の大吾〜（2004年、フジテレビ） - 落合静香 役
- 恋愛小説[注 4]（2004年、WOWOW） - 澤井瑞樹 役
- オレンジデイズ（2004年、TBS） - 高木真帆 役
- 世にも奇妙な物語 2005 春の特別編「あなたの物語」（2005年、フジテレビ） - 主演・石川真美 役
- 瑠璃の島（2005年、日本テレビ） - 島袋さなえ 役
  - 瑠璃の島スペシャル2007（2007年、日本テレビ） - 島袋さなえ 役
- WATER BOYS 2005夏（2005年8月、フジテレビ） - 上原今日子 役
- CHiLDREN チルドレン（2006年、WOWOW） - 青木美春 役
- 明智光秀〜神に愛されなかった男〜（2007年、フジテレビ） - おね 役
- きらきら研修医（2007年、TBS） - 主演・織田うさこ 役
- あしたの、喜多善男〜世界一不運な男の、奇跡の11日間〜（2008年、関西テレビ） - 鷲巣みずほ 役
- パンドラ（2008年、WOWOW） - 飯田小夜子 役
- 小児救命（2008年、テレビ朝日） - 主演・青山宇宙 役
- BOSS 第8話（2009年、フジテレビ） - 西山菜々美 役
- KOI☆AGE〜恋するアゲハ〜（2009年、Bee TV） - 主演・伊佐美遥 役
- マークスの山（2010年、WOWOW） - 根来麻美 役
- さよならぼくたちのようちえん（2011年、日本テレビ） - 山崎カンナの母親 役
- チーム・バチスタ3 アリアドネの弾丸（2011年、関西テレビ） - 笹井スミレ 役
- ステップファザー・ステップ（2012年、TBS） - 灘尾礼子 役
- 喰う寝るふたり 住むふたり（2014年、NHK BSプレミアム） - 主演・町田りつ子 役
- Nのために（2014年、TBS） - 野口奈央子 役
- 素敵な選TAXI 第1話（2014年、関西テレビ） - 浦沢香 役
- クロハ 〜機捜の女性捜査官〜（2015年、テレビ朝日） - 黒葉諒 役
- 天才探偵ミタライ〜難解事件ファイル「傘を折る女」〜（2015年、フジテレビ） - 功徳院雪子 役
- 死の臓器（2015年、WOWOW） - 雨宮由香里 役
- 妻と飛んだ特攻兵（2015年、テレビ朝日） - 重永キミ子 役
- ぼんくら2（2015年、NHK総合） - 葵 役[18]
- スミカスミレ 45歳若返った女 第4話 - （2016年、テレビ朝日） - 雪白 役 [19]
- メディカルチーム レディ・ダ・ヴィンチの診断 第4話（2016年、フジテレビ） - 真田芽依 役[20]
- 空想大河ドラマ 小田信夫（2017年、NHK） - お毛 役[21]
- 連続ドラマW 絶叫（2019年3月 - 4月、WOWOW） - 奥貫綾乃 役
- 病院の治しかた〜ドクター有原の挑戦〜（2020年1月 - 3月、テレビ東京） - ヒロイン・有原志保 役
- カンパニー〜逆転のスワン〜（2021年1月 - 2月、NHK BS） - 誠一の妻・青柳悦子 役
- じゃない方の彼女（2021年10月11日 - 12月27日、テレビ東京） - 小谷麗 役[22]
- WOWOWオリジナルドラマ ヒル（WOWOWプライム） - 鈴木千賀 役[23]
  - Season1（2022年3月4日 - 4月8日）
  - Season2（2022年4月15日 - 5月20日）

### 映画
- 世にも奇妙な物語 映画の特別編「結婚シミュレーター」（2000年）
- クロエ（2002年） - 理子 役
- うつつ（2002年） - 小宮山 役
- 阿弥陀堂だより（2002年） - 小百合 役
- blue（2003年） - 遠藤雅美 役
- 踊る大捜査線 THE MOVIE 2 レインボーブリッジを封鎖せよ!（2003年） - 江戸りつ子 役
- 恋愛小説（2004年） - 澤井瑞樹 役[注 4]
- スチームボーイ（2004年） - スカーレット・オハラ・ジョーンズ 役（声の出演）[24]
- Jam Films S「スーツ -suit-」（2005年） - レイコ 役
- いぬのえいが（2005年） - 香織 役
- UDON（2006年） - 主演・宮川恭子 役
- 天使の卵（2006年） - 五堂春妃 役
- CHiLDREN チルドレン（2006年） - 青木美春 役
- 私の頭の中の消しゴム（2006年、フジテレビ放映版） - スジン 役（吹替え）
- 叫（2007年） - 仁村春江 役
- にゃんこ THE MOVIE 2 （2007年） - ナレーション[注 5]
- Sweet Rain 死神の精度（2008年） - 藤木一恵 役
- トロと旅するTHE MOVIE（2009年） - オムニバス・本人 役
- のんちゃんのり弁（2009年） - 主演・永井小巻 役
- 猿ロック THE MOVIE（2010年） - 水樹瑛子 役
- 行きずりの街（2010年） - 手塚雅子 役
- シュアリー・サムデイ（2010年） - 葉月美沙 役
- 相棒 -劇場版II- 警視庁占拠! 特命係の一番長い夜（2010年） - 朝比奈圭子 役
- 東京公園（2011年） - 志田美咲 役
- 指輪をはめたい（2011年） - 住友智恵 役
- スープ〜生まれ変わりの物語〜（2012年） - 綾瀬由美 役
- 風邪（2014年） - 主演・鮎川桜子 役
- 振り子（2015年） - 長谷川サキ 役
- トマトのしずく（2017年） - 主演・椿山さくら 役[25]
- ミッドナイト・バス（2018年） - 古井志穂 役[26]
- 魔女の香水（2023年） - 高渕霧子 役[27]

### 舞台
- 寝盗られ宗介（1998年）
- 蒲田行進曲（1999年・2000年）
- 二代目はクリスチャン（1999年）
- 熱海殺人事件 最終バージョン サイコパス（1999年）
- 透明人間の蒸気（2002年）
- 赤鬼（2004年）
- 走れメルス（2004年）
- LOVE LETTERS（2011年） - メリッサ 役
- 悼む人（2012年） - 奈儀倖世 役
- 最高はひとつじゃない 2016 SAKURA（2016年）[5][28]
- 家族のはなしPARTI（2019年5月4日 - 6月1日、京都劇場）
  - 家族のはなしPART1（再演）（2020年4月24日 - 5月6日、東京建物 Brillia HALL）

### バラエティ番組
- ココリコミラクルタイプ（2001年 - 2007年、フジテレビ）
- 漱石の犬（2010年 - 2011年、日本テレビ） - ナレーション

### スポーツ番組
- S THE STORIES（2008年 - 2010年、テレビ朝日） - ナレーション

### ドキュメンタリー
- 田中将大の一本道〜熱きアスリートたちの想い〜（2010年、東北放送） - ナレーション
- 旅のチカラ 「バレエに恋して〜小西真奈美 ロンドン〜」（2013年、NHK BSプレミアム）[29]
- にっぽん紀行「語り出す"人生"のノート〜新潟 南魚沼〜」（2014年5月8日、NHK） - 案内役
- 小西真奈美の恋する惑星〜NY、LA、TOKYO 三都物語〜（2014年9月19日 BS朝日） - ナビゲーター[30]
- テレメンタリー2021「先生、お産です。」（2021年4月4日、テレビ朝日） - ナレーション[注 6]。

### CM
- ムラサキスポーツ
- 花王「ラビナス」
- コダック「カラーフィルム」
- ケンタッキーフライドチキン
- 野村證券「個人向け国債」
- ジャストシステム「一太郎12」（2002年）
- 花王「エッセンシャル ダメージケア」（2002年）
- 大正製薬「アルフェ」
- コーセー「雪肌粋」
- 生涯学習のユーキャン
- 日産自動車「ティーダ」（2004年）
- シンガポール政府観光局
- 日清製粉「ママースパゲティー」
- AMO「コンセプトワンステップ」
- ドリーム・トレイン・インターネット
- キャドバリージャパン「リカルデント」
- アサヒビール
  - 「ぐびなま。」
  - 「ヘルシースタイル（ノンアルコールビール）」（2021年）
- ハウスメイト （2007年）
- 九州新幹線「つばめ」（2007年）
- 九州旅客鉄道「鹿児島スイッチ」
- NEC「N706ie」（2008年）
- カルピス「LacLac」（2009年）
- 木下工務店グループ（2010年 - ）
- 東京ガス（2010年 - ）
- サンスター「VO5」（2011年 - ）
- アサヒフードアンドヘルスケア「クリーム玄米ブラン」（2011年 - ）
- 千趣会「ベルメゾン」（2011年 - ）
- P&G「ファブリーズ」（2017年 - ）
- キタムラ・ホールディングス「スタジオマリオ」（2020年）[31]
- サン・クロレラ サン・クロレラA「両方をIKKOに」篇（2022年）[32]

### ミュージック・ビデオ
- 竹内まりや「毎日がスペシャル」（2001年）
- NIRGILIS「VUNA」（2003年）
- 猪苗代湖ズ「I love you & I need you ふくしま」（2011年）
- JMC「納豆 ON THE RICE」（2015年）　※声のみの出演[33]

### ウェブマガジン
- 大人の女性のためのトラベル・ウェブ・マガジン「旅色Luxury Stays」（2009年）

### インターネット動画
- 電報日和（フジテレビ）

### オーディオブック
- 京都まで（原作：林真理子／2012年／イー・スピリット）公式ページ

### ラジオ
- HITS! THE TOWN （2018年10月6日、ゲスト出演、FM NACK5）
- セブンカフェ presents SOUND IN MY PREMIUM LIFE（2018年7月1日 - 2019年3月31日、TOKYO FM） - パーソナリティ

## ディスコグラフィ

### シングル
- Sunny Day（2008年3月19日）
  - 藤木一恵名義のデビューシングル。2008年3月31日付オリコン週間シングルチャートで初登場トップ10入り、さらに台湾のKKBOX日韓音楽チャートで5月11日 - 5月17日の週間チャートで1位を獲得した。
- トランキライザー 〜single ver.〜（2016年5月23日）
  - 本人名義として初のリリース。2014年発売のKREVAのシングル曲のカバー。6月8日発売のトリビュートアルバム『monday night studio session』にはアルバムバージョン収録。

### シングル（配信）
- I miss you（2017年9月22日）
- 君とクリスマス（2017年12月8日）
- クリスマスプレゼント（2017年12月8日）
- 最後の花火（2018年8月8日）
- 君とはもう逢えなくても（2020年10月23日）
- アンリーシュ（2020年11月18日）

### アルバム
- Here We Go（2018年10月24日、SPEEDSTAR RECORDS）[34][35]
- Cure（2020年11月25日、UNIVERSAL MUSIC JAPAN）[36]

## 書籍

### エッセイ
- 手紙（2004年9月30日、ぴあ）ISBN 4835609662 ※：本人による詩的エッセイ

### 写真集
- 小西真奈美写真集 「27」（2006年6月16日、朝日出版社、撮影：丸谷嘉長） ISBN 425500336X

## 受賞歴
- 2002年度
  - 第76回キネマ旬報ベスト・テン 新人女優賞（『阿弥陀堂だより』『うつつ』『クロエ』）
  - 第45回ブルーリボン賞 新人賞（『阿弥陀堂だより』）
  - 第26回日本アカデミー賞 新人俳優賞（『阿弥陀堂だより』）[37]

- 2009年度
  - 第31回ヨコハマ映画祭 主演女優賞（『のんちゃんのり弁』）[38]
  - 第64回毎日映画コンクール 女優主演賞（『のんちゃんのり弁』）[39]
  - 第24回高崎映画祭 最優秀主演女優賞（『のんちゃんのり弁』）[40]

- 2011年度
  - 第3回TAMA映画賞 最優秀女優賞（『東京公園』『行きずりの街』）

- 2015年度
  - 第6回沖縄国際映画祭 「TV DIRECTOR’S MOVIE」部門 主演女優賞（『振り子』）